# Sapromyza sonax
Sapromyza sonax är en tvåvingeart som beskrevs av Giglio-tos 1893. Sapromyza sonax ingår i släktet Sapromyza och familjen lövflugor. Inga underarter finns listade i Catalogue of Life.